# Kokolit

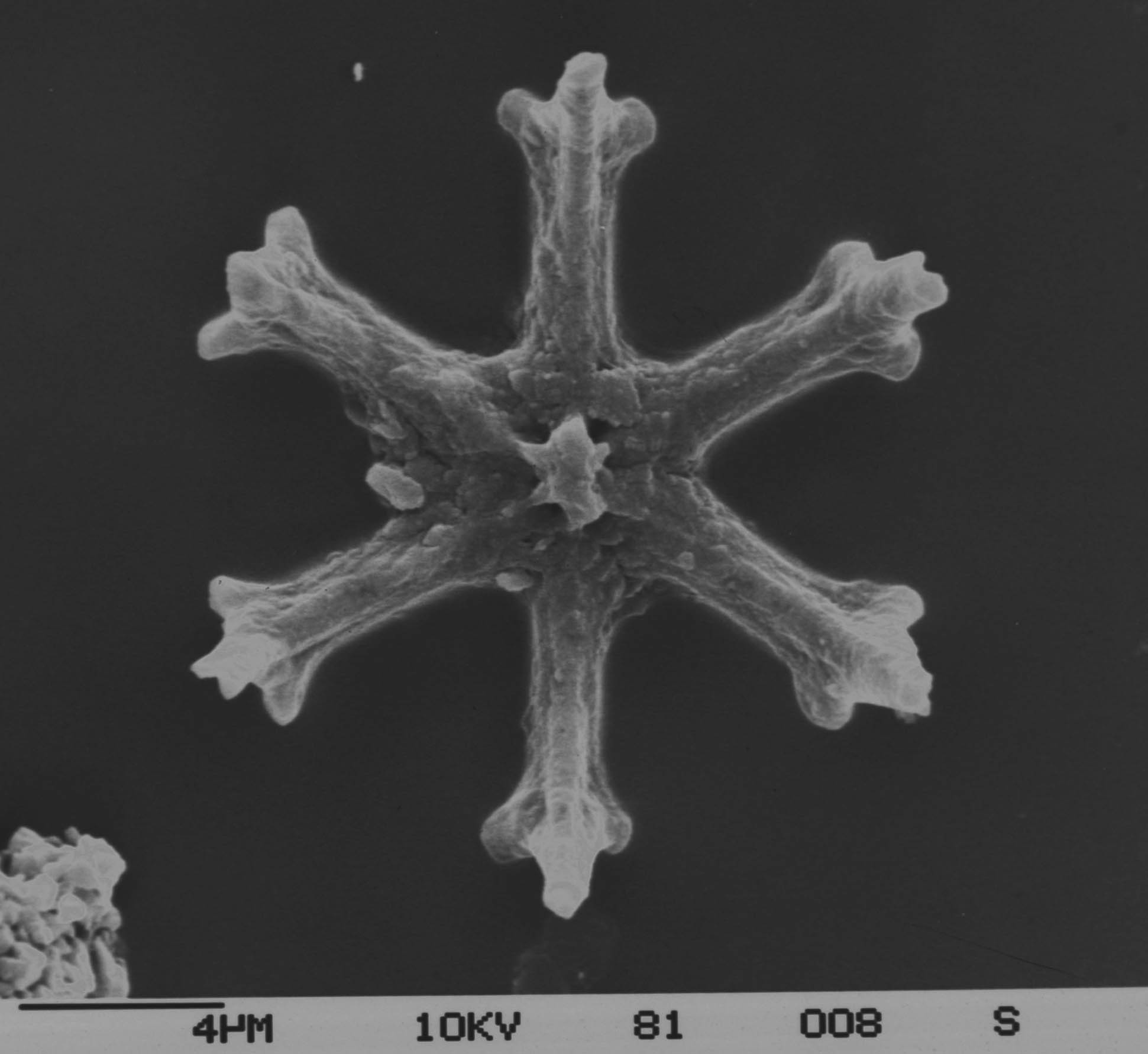
Kokolit Discoaster surculus z paleogenu

Kokolit, kokkolit – mikroskopowe (maksymalnie 0,01 mm) blaszki wapienne zbudowane z kalcytu, będące szczątkami glonów z grupy Coccolithophyceae. Stanowią m.in. główny składnik kredy, zwłaszcza kredy piszącej. 
Kokolity po raz pierwszy w zapisie skalnym obserwuje się w górnym triasie, ale liczne stają się dopiero w skałach jurajskich i młodszych. 
Kokolity mają duże znaczenie w oznaczaniu wieku skał zwłaszcza kredy i kenozoiku.